# Roberto Canazio
Roberto Canazio Fernandez (Rio de Janeiro, 27 de dezembro de 1948) é um radialista brasileiro, conhecido por seus comentários controvertidos, polêmicos, comunicativo. 
Já trabalhou na Super Rádio Tupi, Rádio Nacional, Rádio Manchete e Rádio Globo. Durante os anos de serviço na Bloch era a voz oficial nos comerciais da Revista Manchete onde apresentou os programas Se Liga Brasil, Se Liga Rio, Manhã da Globo e Sábado... do Canazio. Em junho de 2017, com a nova programação da Rádio Globo, Canazio passou a apresentar aos domingos o Revista Rádio Globo, em que os destaques da semana no país e no mundo são passados a limpo. Em 2019, sai da Rádio Globo apos 12 anos e, em abril do mesmo ano, estreia na Rádio SulAmérica Paradiso com o Manhã Paradiso, um programa com música e debate, de segunda a sexta. Em 2020, Canazio retorna a Super Rádio Tupi para apresentar o seu programa aos sábados, a partir das oito horas da manhã.